# Sielsowiet Babiniczy (rejon orszański)
Sielsowiet Babiniczy (biał. Бабініцкі сельсавет, ros. Бабиничский сельсовет; hist. sielsowiet Panizouje) – sielsowiet na Białorusi, w obwodzie witebskim, w rejonie orszańskim, z siedzibą w Babiniczach.

## Demografia
Według spisu z 2009 sielsowiet Panizouje (Babiniczy) zamieszkiwało 5476 osób, w tym 4923 Białorusinów (89,90%), 350 Rosjan (6,39%), 46 Ukraińców (0,84%), 13 Ormian (0,24%), 8 Polaków (0,15%), 7 Mołdawian (0,13%), 5 Azerów (0,09%), 25 osób innych narodowości i 106 osób, które nie podały żadnej narodowości.

## Geografia i transport
Sielsowiet położony jest na Grzędzie Białoruskiej, w środkowej części rejonu orszańskiego i na południe od stolicy rejonu Orszy, z którą graniczy. Główną rzeką jest Dniepr.
Przez sielsowiet przebiega linia kolejowa Orsza – Krzyczew oraz droga H3129, będąca główną drogą wyjazdową z Orszy w kierunku południowym, a jego granicą droga magistralna M8 i droga republikańska R15.

## Historia
Do 2009 jednostka nosiła nazwę sielsowiet Panizouje (biał. Панізоўскі сельсавет, ros. Понизовский сельсовет).

## Miejscowości
- agromiasteczko:
  - Babiniczy
- wsie:
  - Antonauka
  - Charkauka
  - Czarnoje
  - Czyrwonaja Charkauka
  - Marozawa
  - Narejkawa
  - Panizouje
  - Rumina
  - Sciapkowa
  - Staury
  - Swisciołki
  - Zwiozdnaja
- osiedle:
  - Lasny